# باباي نو إيغو أسوبي
باباي نو غيغو أسوبي (باليابانية: ポパイの英語遊び) ، هي لعبة فيديو إلكترونية من نوع آركيد وتعليمية ، صدرها شركة نينتندو سنة 1983م ونشرها داخل الأسواق اليابانية فقط ، لأن اللعبة كانت مخصصة لتعليم الصغار للناطقين باليابانية ، وتهدف اللعبة لتشجيع اللاعب الذي يتكلم باليابانية تسمية الأشياء باليابانية وإدخال الأحرف الإنجليزية.